# Carey (Familienname)
Carey ist ein englischer Familienname.

## Namensträger

### A
- Alex Carey (Autor) (1922–1987), australischer Schriftsteller und Sozialpsychologe
- Alex Carey (Cricketspieler) (* 1991), australischer Cricketspieler
- Alycia Debnam-Carey (* 1993), australische Schauspielerin in Film und Fernsehen

### C
- Catherine Carey (1526–1568), Lady of the Bedchamber der englischen Königin Elisabeth I.
- Chelsea Carey (* 1984), kanadische Curlerin
- Charles Carey (* vor 1960), US-amerikanischer Wissenschaftler, Filmregisseur, Filmproduzent und Autor
- Charlotte Carey (* 1996), walisische Tischtennisspielerin
- Chase Carey (* 1953), US-amerikanischer Unternehmer
- Christian Carey (* 1973), US-amerikanischer Komponist, Musikwissenschaftler und -pädagoge
- Clare Carey (* 1967), simbabwisch-amerikanische Schauspielerin

### D
- Danny Carey (* 1961), US-amerikanischer Schlagzeuger
- Dave Carey (Musiker, 1914) (1914–1999), britischer Jazz-Schlagzeuger, Bandleader und Jazzforscher
- Dave Carey (Musiker, 1926) (1926–2019), US-amerikanischer Orchester-, Jazz- und Studiomusiker
- Denis Carey (1872–nach 1912), irischer Hammerwerfer
- Diane Carey (* 1954), US-amerikanische Schriftstellerin
- Don Carey (Schiedsrichter) (* 1947), US-amerikanischer American-Football-Schiedsrichter
- Don Carey (Footballspieler) (* 1987), US-amerikanischer American-Football-Spieler
- Donal Carey (* 1937), irischer Politiker (Fine Gael)
- Drew Carey (* 1958), US-amerikanischer Schauspieler
- Duane G. Carey (* 1957), US-amerikanischer Astronaut

### E
- Eddie Carey (* 1960), US-amerikanischer Sprinter
- Edward Carey (* 1970),  britischer Schriftsteller, Dramatiker und Illustrator
- Emily Carey (* 2003), britische Schauspielerin
- Ernestine Gilbreth Carey (1908–2006), US-amerikanische Autorin

### F
- Frank Carey (1860–1928), britischer Mathematiker

### G
- George Carey (Politiker, um 1541) (um 1541–1616), englischer Politiker
- George Carey, 2. Baron Hunsdon (1548–1603), englischer Adliger, Militär und Theaterpatron
- George Carey (Politiker, um 1653) (um 1653–1685), englischer Politiker
- George Carey (Eishockeyspieler) (1892–1974), schottisch-kanadischer Eishockeyspieler
- George Leonard Carey (* 1935), britischer Geistlicher, Erzbischof von Canterbury
- George R. Carey (1851–1906), US-amerikanischer Erfinder

### H
- Harry Carey senior (1878–1947), US-amerikanischer Schauspieler
- Harry Carey junior (1921–2012), US-amerikanischer Schauspieler
- Henry Carey, 1. Baron Hunsdon (1526–1596), englischer Adliger
- Henry Carey (Dichter) (1687–1743), englischer Dichter und Komponist
- Henry Charles Carey (1793–1879), US-amerikanischer Nationalökonom
- Hugh Carey (1919–2011), US-amerikanischer Politiker

### I
- Ian Carey (1975–2021), US-amerikanischer DJ und Musikproduzent
- Ida Carey (1891–1982), neuseeländische Malerin und Kunstlehrerin

### J
- Jacqueline Carey (* 1964), US-amerikanische Autorin
- Jack Carey (1889–1934), US-amerikanischer Jazz-Posaunist
- Jade Carey (* 2000), US-amerikanische Kunstturnerin
- Jim Carey (* 1974), US-amerikanischer Eishockeyspieler
- Joe Carey (* 1975), irischer Politiker (Fine Gael) für Irland
- John Carey (Politiker) (1792–1875), US-amerikanischer Politiker
- John Carey (Botaniker) (1797–1880), britischer Botaniker, oft in den USA, Gehilfe von Asa Gray
- John Carey (Literaturhistoriker) (* 1934), britischer Anglist und Literaturhistoriker
- John Carey (Politikwissenschaftler) (* 1964), US-amerikanischer Politikwissenschaftler
- Johnny Carey (1919–1995), irischer Fußballspieler
- Joseph Maull Carey (1845–1924), US-amerikanischer Rechtsanwalt, Richter und Politiker (Wyoming)
- Joyce Carey (1898–1993), britische Schauspielerin

### K
- Kenneth Carey (1893–1981), US-amerikanischer Segler

### L
- Leslie I. Carey (1895–1984), US-amerikanischer Tontechniker
- Linnea Ericsson-Carey (* 1979), dänische Springreiterin
- Lucas Luis Dónnelly Carey (1921–2012), argentinischer Ordensgeistlicher, römisch-katholischer Prälat von Deán Funes

### M
- Macdonald Carey (1913–1994), US-amerikanischer Film-, Fernseh- und Theaterschauspieler
- Mariah Carey (* 1969), US-amerikanische Pop- und R&B-Sängerin
- Martha Carey Thomas (1857–1935), US-amerikanische Pädagogin, Suffragistin und Linguistin
- Mary Carey (Model) (* 1980), US-amerikanisches Model und Pornodarstellerin
- Mary Virginia Carey (1925–1994), US-amerikanische Schriftstellerin
- Mathew Carey (1760–1839), US-amerikanischer Verleger (BBKL)
- Max Carey (1890–1976), US-amerikanischer Baseballspieler
- Michael Carey (Priester) (1913–1985), britischer Priester
- Michael Carey (Offizier) (* 1960), US-amerikanischer Offizier
- Michael Carey (Basketballspieler) (* 1993), bahamaischer Basketballspieler
- Michael Carey (Hurler) (* 1999), irischer Hurler
- Michael J. Carey, US-amerikanischer Informatiker
- Michele Carey (1943–2018), US-amerikanische Schauspielerin
- Michelle Carey (* 1981), irische Sprinterin
- Mike Carey (Schiedsrichter) (* 1949), US-amerikanischer American-Football-Schiedsrichter
- Mike Carey (Trainer) (* 1958), US-amerikanischer Basketballtrainer
- Mike Carey (Autor) (* 1959), britischer Autor
- Mike Carey (Politiker) (* 1971), US-amerikanischer Politiker
- Mutt Carey (1891–1948), US-amerikanischer Jazz-Trompeter und Bandleader

### N
- Nicola Carey (* 1993), australische Cricketspielerin

### O
- Olive Carey (1896–1988), US-amerikanische Schauspielerin

### P
- Pat Carey (* 1947), irischer Politiker
- Patrick Carey (1916–1994), britischer Filmproduzent und -regisseur, Kameramann und Drehbuchautor
- Paul Carey (* 1988), US-amerikanischer Eishockeyspieler
- Paul Carey Bauhof (1956–2019), US-amerikanischer Jazz- und Bluesmusiker
- Peter Carey (* 1943), australischer Schriftsteller
- Philip Carey (Eugene Joseph Carey; 1925–2009), US-amerikanischer Schauspieler

### Q
- Quinton Parey (* 1996), bahamaischer Fußballspieler

### R
- Richard Carey (* 1963), US-amerikanischer Schwimmer
- Robert D. Carey (1878–1937), US-amerikanischer Politiker (Wyoming)
- Roland Carey (1933–2019), Schweizer Schauspieler
- Ron Carey (Schauspieler) (1935–2007), US-amerikanischer Schauspieler
- Ron Carey (Gewerkschafter) (1936–2008), US-amerikanischer Gewerkschafter
- Ron Carey (Politiker), US-amerikanischer Politiker

### S
- Sabine C. Carey (* 1974), deutsch-britische Politikwissenschaftlerin
- Samuel Warren Carey (1911–2002), australischer Geologe
- Shane Carey (* 1978), irischer Springreiter
- Sheila Carey (* 1946), britische Mittelstreckenläuferin
- Susan Carey (* 1942), US-amerikanische Psychologin und Kognitionswissenschaftlerin

### T
- Timothy Carey (1929–1994), US-amerikanischer Schauspieler und Regisseur
- Tony Carey (* 1953), US-amerikanischer Rockmusiker

### V
- Vernon Carey (* 2001), US-amerikanischer Basketballspieler
- Vivien Carey, britische Filmproduzentin

### W
- William Carey (Höfling) († 1528), englischer Höfling und Protegé Heinrichs VIII.
- William Carey (1761–1834), britischer Botaniker und Missionar